# Peg Powler
Peg Powler est une vieille sorcière du folklore anglais, possédant une peau verte, de longs cheveux et des dents pointues. Elle passe pour habiter les Tees. Elle saisit les chevilles de ceux qui errent trop près de la rivière, particulièrement les enfants méchants, et les tire sous l'eau puis les noie. Dans la région de Mickleton, dans le Teesdale, elle est désignée sous le nom du Grand Fantôme Vert (High Green Ghost),,.
Elle est similaire aux figures du Haantje Pik hollandais ou des esprits Grindylow et Jenny Greenteeth.